# 1. Husaren-Regiment (Hessen-Kassel)
Das 1. Husaren-Regiment (vormals Dragoner) war ein von 1688 bis 1866 in der Landgrafschaft Hessen-Kassel und im Kurfürstentum Hessen (kurhessische Armee) bestehender Kavallerieverband. Das ursprünglich aus Dragonern bestehende Regiment wurde mehrfach umgegliedert und führte unterschiedliche Namen. In der Preußischen Armee wurde die Tradition des Regiments von dem Husaren-Regiment „König Humbert von Italien“ (1. Kurhessisches) Nr. 13 fortgeführt.

## Geschichte
Im Jahr 1688 wurde es mit 6 Kompanien als Wartensleben Dragoner-Regiment errichtet. Mit dem Wechsel des Inhabers erhielt es 1690 den Namen Graffendorfsches Dragoner-Regiment, 1695 den Namen Erbprinzen Dragoner-Regiment und 1721 den Namen Königs-Dragoner-Regiment. 1751 erhielt es den Namen Leib-Dragoner-Regiment, bis es am 1. November 1806 suspendiert wurde.
Im Jahr 1809 wurde eine Kompanie in Böhmen wiedererrichtet, aber mit dem Ende des Feldzuges wieder aufgelöst.
Erst 1813 wurden die Leib-Dragoner in Trier mit 4 Eskadrons neuerrichtet und zunächst dem Landgraf Friedrich Dragoner-Regiment zugeordnet. Am 1. Mai 1821 erhielt es schließlich den Namen 2. Husaren-Regiment, 1825 wurde es das 2. Husaren-Regiment – Herzog von Sachsen-Meiningen.
Die Garnison des Regiments befand sich in Hofgeismar. Im Stadtmuseum von Hofgeismar befinden sich Ausstellungsstücke zur Geschichte des Regiments.
Am 20. September 1832 gab das Regiment eine kombinierte Eskadron an das Regiment Garde de Corps ab und wurde mit dem damaligen 1. Husaren-Regiment zum Leib-Dragoner-Regiment zusammengefasst, dessen erste Division es bildete. Im Jahr 1840 musste das Regiment die 3. und 4. Eskadron an das neuerrichtete 2. Dragoner-Regiment abgegeben. Das Regiment wurde danach jedoch wieder bis auf 4 Eskadronen aufgefüllt. 1845 wurde aus dem Dragoner-Regiment ein Husaren-Regiment, und es erhielt den Namen 1. Husaren-Regiment, genannt Leib-Husaren-Regiment. 1848 wurde die bisherige Garde du Corps als Division mit dem Regiment vereinigt, aber 1849 schon wieder getrennt und als Division Kurfürst Husaren besonders geführt.
1866 nach der Annexion Kurhessens durch Preußen wurde das Regiment in die Preußische Armee überführt. Das Husaren-Regiment „König Humbert von Italien“ (1. Kurhessisches) Nr. 13 wurde am 2. Oktober 1866 errichtet; der frühere Stiftungstag wurde als 22. November 1813 festgesetzt.

## Uniform
Über den langen Zeitraum des Regiments wurden unterschiedliche Uniformen der Dragoner und Husaren getragen. Die Dragoner hatten hellblaue Sommer- und Winter-Attila mit weißen Schnüren, Oliven und Rosetten; graue Reitbosen. graue Mäntel mit hellblauen Achselklappen; Pelzmützen mit roten Kolpacks, weißen Korbons und Fangschnüren, und weißen Haarbüschen, weißes Lederzeug.

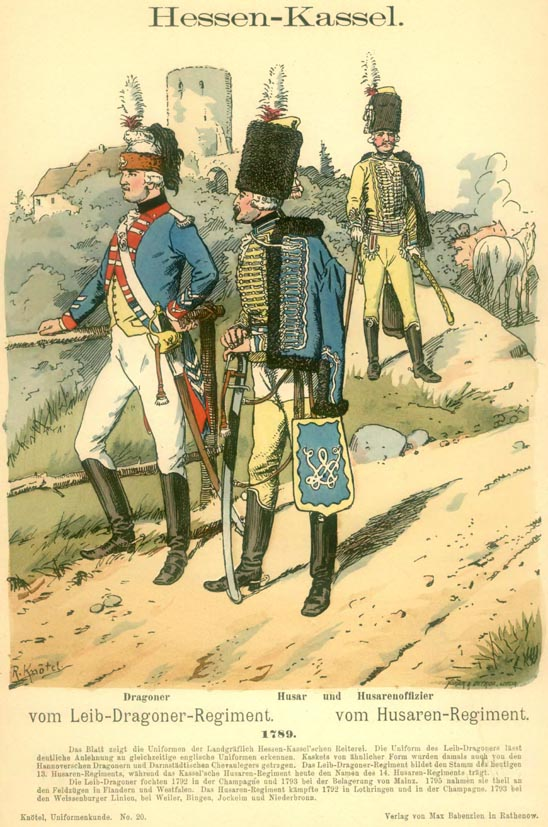
Hessen-Kassel. Dragoner vom Leib-Dragoner-Regiment. 1789. (Husaren - Regiment 13). Husar und Husarenoffizier vom Husaren - Regiment. (Husaren - Regiment 14)
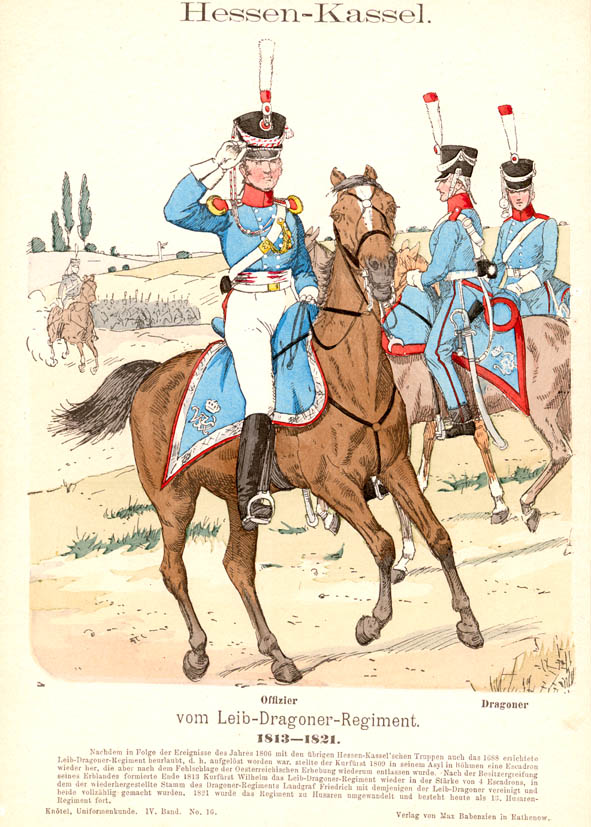
Hessen-Kassel. Leib-Dragoner-Regiment. 1813–1821
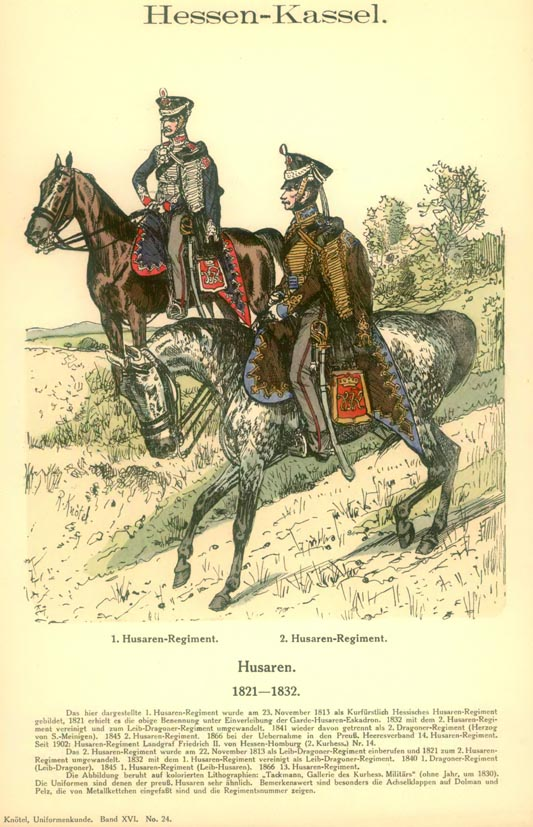
Hessen-Kasselsche Husaren (1821–1832), 1. Husaren-Regiment, 2. Husaren-Regiment

## Feldzüge
Pfälzischer ErbfolgekriegVon 1689 bis zum Ryswiker Frieden 1697 befand sich das Regiment, zuerst als Wartensleben-, nachher Gräffendorfsches und zuletzt Erbprinzen-Dragoner-Regiment, bei den Kämpfen am Rhein, an der Maas und in den Niederlanden und 1692 auch beim Entsatz von Burg Rheinfels.
Spanischer ErbfolgekriegVon 1702 bis zum Utrechter Frieden 1713 war es als Erbprinzen-Dragoner-Regiment am Rhein, in den Niederlanden, Bayern und Italien. In der Schlacht bei Hochstadt 1704 waren zwei Dragoner dieses Regiments bei der Gefangennahme des französischen Marschalls de Tallard beteiligt.
Österreichischer ErbfolgekriegVon 1741 bis 1748 zum Aachener Frieden nahm es als Königs-Dragoner-Regiment Teil an den Feldzügen in Bayern, am Rhein und in den Niederlanden und erwarb sich besonders bei den Kron-Weißenburger Linien vielen Ruhm.
Siebenjähriger KriegVon 1757 bis 1763 bis zum Hubertusburger Frieden befand es sich als Leib-Dragoner-Regiment bei der alliierten Armee in Deutschland und zeichnete sich 1761 im Gefecht bei Langensalza sowie 1762 im Gefecht bei Atzenhain aus.
Erster Koalitionskrieg1792 kämpfte es unter derselben Benennung im Feldzug in der Champagne und 1793 bei der Belagerung von Mainz. Bis 1795 befand es sich bei den Feldzügen in Flandern und Westfalen.
Fünfter Koalitionskrieg1809 nahm die in Böhmen neu errichtete Eskadron an den Feldzügen in Sachsen und in Bayern teil.
Befreiungskriege1814 kämpfte das Regiment als nunmehriges Leib-Dragoner-Regiment bei den Belagerungen der Festungen von Metz und Thionville, 1815 kämpfte es bei der Einnahme von Sedan, der Belagerung von Mezieres, der Einnahme von Longwy und der Belagerung von Montmedy.

## Chefs
- 1688 Oberst Alexander Hermann von  Wartensleben, ging als Generalmajor in  sachsen-gothaische Dienste,
- 1690 Oberstleutnant Ernst Quirin von Gräffendorf, nahm als Oberst den Abschied
- 1695 Erbprinz Friedrich I., nachher regierender Landgraf von Hessen und König von Schweden.
- 1751 Landgraf Wilhelm VIII.
- 1760 Landgraf Friedrich II.
- 1785 bis 1821 Landgraf Wilhelm IX. bzw. Kurfürst Wilhelm I.
- 1825 bis 1832 Herzog von Sachsen-Meiningen
- 1833 Kurprinz Friedrich Wilhelm I.
- 1847 Kurfürst Friedrich Wilhelm I.

## Kommandeure
| 1695 | Oberstleutnant Moritz Wilhelm von Oeynhausen                                                            | Trat als Oberst aus dem Dienst |
| 1697 | Oberstleutnant von May                                                                                  | Starb als Brigadier |
| 1714 | Oberst Graf Ludwig von Wylich und Lottum                                                                | Ging in königlich preußische Dienste                                                                                                |
| 1717 | Generalmajor Johann Friedrich von Kagge                                                                 | Versetzt als Generalleutnant und Gouverneur zu Ziegenhain                                                                           |
| 1739 | Oberst von Meysenbug zu Frielingen                                                                      | Starb als Generalmajor |
| 1747 | Oberst von Wöllwarth                                                                                    | Starb |
| 1749 | Generalmajor Carl Josef von Blome                                                                       | Versetzt |
| 1752 | Generalmajor Victor August von Einsiedel                                                                | Versetzt. |
| 1760 | Generalmajor Ernst Ludwig von Hanstein                                                                  | Starb 1762 |
| 1762 | Generalmajor Franz Heinrich von Ditfurth                                                                | Starb |
| 1764 | Generalmajor Philipp von Heister                                                                        | Versetzt als Generalleutnant |
| 1775 | Oberst von Huhn                                                                                         | Versetzt als Generalleutnant |
| 1787 | Generalmajor Friedrich Ernst Carl Treusch von Buttlar                                                   | Starb als Generalleutnant |
| 1793 | Oberst Kaspar Wilhelm Julius von Schenck zu Schweinsberg                                                | Versetzt als Generalleutnant und Gouverneur von Ziegenhain                                                                          |
| 1801 | Generalmajor Ernst Wilhelm Leopold von Kruse                                                            | nachher Generalleutnant, Kommandeur en Chef und General-Inspekteur der Remonte, auch Oberst und Kommandeur der Schweizer-Leibgarde. |
| 1806 | Oberst Justus Heinrich Friedrich Wilhelm von Diemar                                                     | befördert zum Generalmajor und General-Inspekteur der Kavallerie. Versetzt                                                          |
| 1813 | Oberst August Ludwig Ernst von Marschall                                                                | Versetzt als Generalmajor |
| 1818 | Kommandeur en Chef, Generalleutnant und Brigade-Chef Justus Heinrich Friedrich Wilhelm Cäsar von Diemar | 1821 in Pension. |
| 1818 | Kommandeur Oberst Karl Ferdinand von Stein                                                              | 1829 Generalmajor, als Brigadekommandeur der Kavallerie versetzt.                                                                   |
| 1831 | Oberstleutnant Georg Ludwig Wilhelm von Cornberg                                                        | 1832 Oberst, als Generalmajor in Pension                                                                                            |
| 1841 | Oberst Aloysius von Ameluxen                                                                            | ad Interim, 1841 bestätigt, Als Kommandeur der Kavallerie-Brigade versetzt.                                                         |
| 1843 | Major Friedrich Christian Ludwig von Bardeleben                                                         | ad Interim, 1846 bestätigt, ab 1844 Oberstleutnant, nahm als Generalleutnant seinen Abschied                                        |
| 1850 | Major Julius Treusch von Buttlar                                                                        | beauftragt, 1851 ad Interim und zum Oberstleutnant befördert 1852 bestätigt und zum Oberst befördert.                               |
| 1857 | Oberstleutnant Carl Bödicker                                                                            | ad Interim, 1858 bestätigt und zum Oberst ernannt, 1865 in Pension                                                                  |
| 1865 | Oberst Friedrich von Baumbach                                                                           | in preußische Dienste übernommen |